# LGBT práva v Louisianě

Duhová mapa Louisiany

Lesby, gayové, bisexuálové a translidé (LGBT) se v americkém státě Louisiana setkávají s některými právními komplikacemi, s nimiž se většinová společnost nesetkává. Stejnopohlavní sexuální aktivita je v Louisianě legální. Páry stejného pohlaví a rodiny jimi tvořené nemají rovný přístup ke stejné právní ochraně jako páry různého pohlaví.
V září 2014 vydaly dva soudy, jeden federální a jeden státní, dva navzájem si odporující rozsudky o ústavnosti státního zákazu stejnopohlavního manželství. Nejvyšší soud USA tento rozpor vyřešil rozhodnutím v kauze Obergefell vs. Hodges 26. června 2015, podle něhož zákazy stejnopohlavního manželství odporují Ústavě Spojených států. O dva dny později řekl guvernér Bobby Jindal, že Louisiana ustoupí a začne oddávat stejnopohlavní páry.

## Zákony proti stejnopohlavní sexuální aktivitě
Stejnopohlavní styk byl na tomto území legální až do r. 1805, kdy Louisiana po anexi Spojenými státy přijala svůj první trestní zákoník.
V současné době je soulož mezi osobami stejného pohlaví legální. Louisianské zákony proti sodomii se týkaly jak homosexuálů, tak i heterosexuálů. Ty později zrušilo rozhodnutí Nejvyššího soudu USA v kauze Lawrence vs. Texas.
V r. 2005 zrušil Odvolací soud Pátého okresu USA část zákona kriminalizující konsensuální anální a orální sex.
V r. 2013 podaly úřady v East Baton Rouge Parish trestní oznámení na muže, který se dobrovolně angažoval v nezákonné sexuální aktivitě. Distriktní prokurátor odmítl zahájit trestní stíhání. Jak on, tak tamní šerif, podporovali zrušení zákonů proti sodomii. V dubnu 2014 návrh zákona oficiálně rušící zákon proti sodomii zamítla louisianská Sněmovna reprezentantů v poměru hlasů 66:27. V pozadí odmítnutí návrhu stála lobby Fóra louisianských rodin.

## Stejnopohlavní soužití
Rozhodnutí Nejvyššího soudu USA v kauze Obergefell vs. Hodges 26. června 2015 potvrdilo neústavnost zákazu stejnopohlavního manželství v amerických státech, tedy i Louisianě.
V letech 1988 a 1999 zakazovaly lousisianské zákony homosexuálním párům nejen uzavření sňatku, ale i uznávání uzavřených manželství v jiných amerických státech. V r. 2004 přijala Louisiana do své ústavy přímý zákaz stejnopohlavního manželství.
Dvě žaloby tento státní zákaz pozměnily. V kauze Constanza vs. Caldwell nejprve zvítězil žalobce, ale protistrana se odvolala. Odvolání zůstalo po posledním slyšení 29. ledna 2015 mimo soudní zájem. U federálního soudu Robicheaux vs. George se žalobci podařilo zrušit státní zákaz uznávání stejnopohlavního manželství uzavřeného v jiném americkém státě.
3. září 2014 rozhodl distriktní soudce Martin Feldman, že v legitimním zájmu státu Louisiana, ať už podle některých zastaralého, či nikoliv, je výchova dítěte v úplné rodině tvořené jeho dvěma biologickými rodiči - mužem a ženou. Odvolací soud Pátého okresu USA nechal tento případ po rozhodnutí Nejvyššího soudu USA v kauze Obergefell 26. června 2015 zpočátku nevyřešený. Teprve později jej vrátil distriktnímu soudu, kde soudce rozhodl ve prospěch žalobce Robicheaux.

## Adopce a rodičovství
22. září 2014 shledal louisianský soud v kauze místní zákaz adopce dětí homosexuálními manželskými páry neústavním. Po předcházejícím rozsudku v kauze Constanza vs. Caldwell umožnil první homoparentální osvojení.